# Séjour de Napoléon Bonaparte à Auxonne

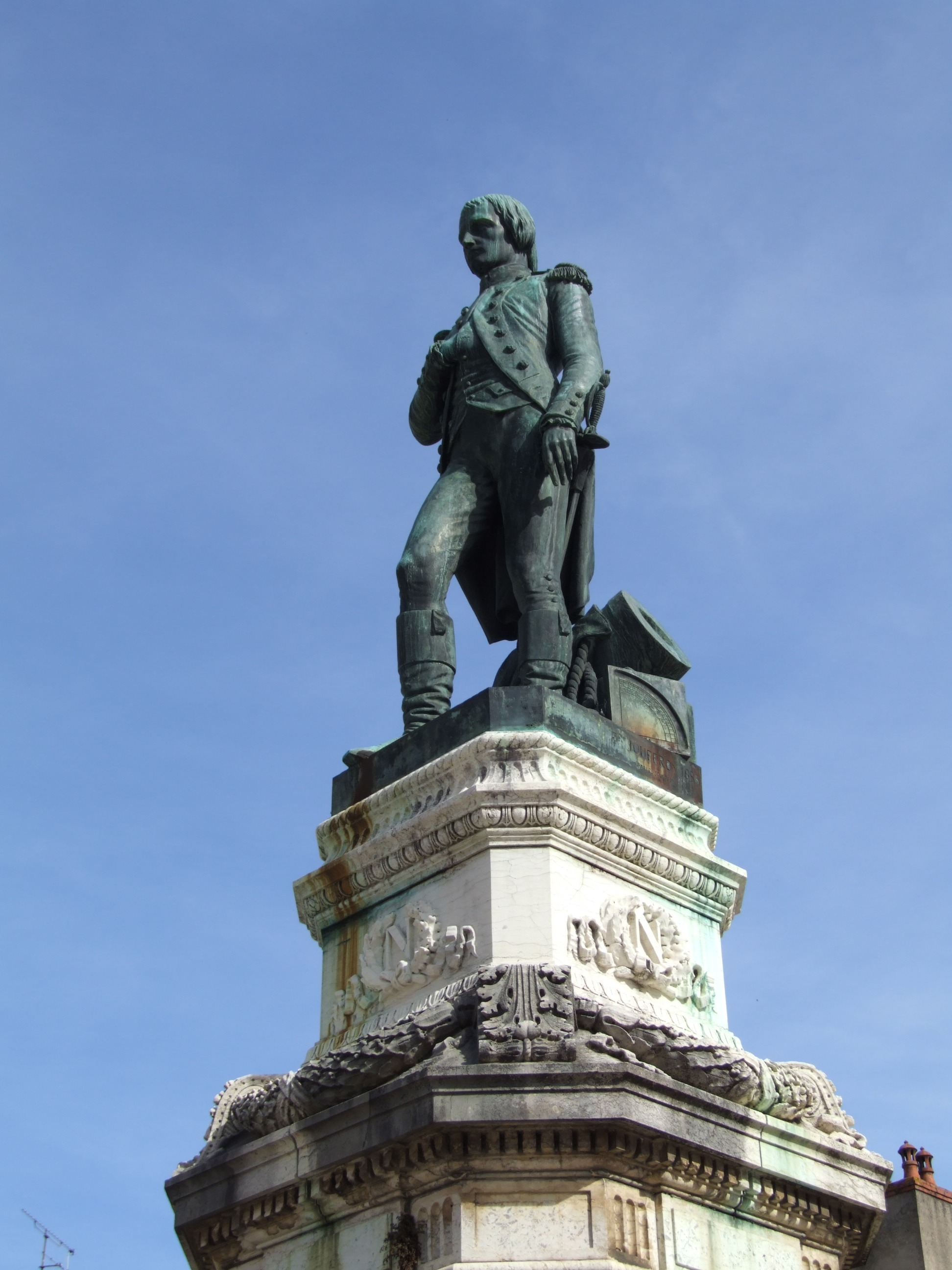
Statue du lieutenant Bonaparte à Auxonne par François Jouffroy.

Le séjour de Napoléon Bonaparte à Auxonne est la période où il apprit l'essentiel de son métier militaire à l’École royale d’artillerie entre 1788 et 1791.

## Le séjour à Auxonne
Le jeune Napolionne Buonaparte, lieutenant en second du régiment d'artillerie de la Fère, arrive à Auxonne le 15 juin 1788. Le congé de semestre dont il bénéficiait, et qu’il fit durer vingt mois par le jeu de prolongations, venait de s’achever. Il quitta sa Corse natale et, après un voyage de quinze jours, il retrouvait son régiment qui tenait garnison à Auxonne pour y apprendre son métier d’artilleur. 

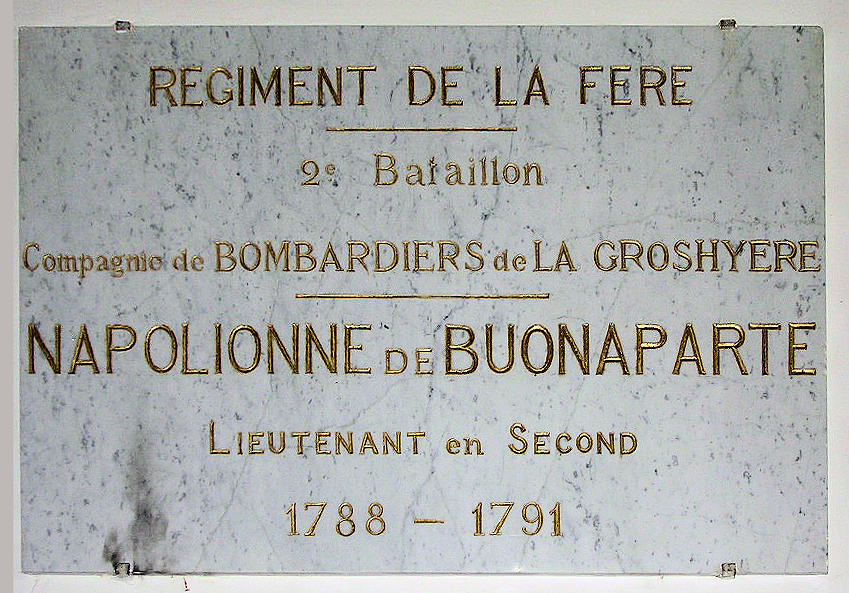
Auxonne - Plaque apposée au Quartier Bonaparte.

Son affectation au régiment de la Fère se prolongea jusqu’au 1er juin 1791 et c’est le 14 juin 1791 qu’il quitta Auxonne pour rejoindre, comme lieutenant en premier, le 4e régiment d’artillerie en garnison à Valence. Son temps de présence dans la cité, qui ne dépassa pas 18 mois pour l’ensemble des deux périodes, fut interrompu par la longue absence d’un autre congé semestriel à nouveau prolongé, qui commença au début septembre 1789 pour prendre fin le 11 ou 12 février 1791. Bonaparte a 19 ans, c'est le temps de sa formation intellectuelle. Féru de son métier militaire, il s'initia à la balistique, à la tactique et à la stratégie.

## Le métier militaire

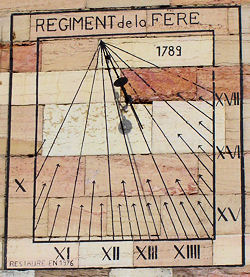
Auxonne - Cadran solaire apposé sur le mur du Pavillon Royal au quartier Bonaparte.

En arrivant le jeune lieutenant en second retrouvait le régiment de La Fère, un des meilleurs de l’arme. Ce régiment tenait garnison à l’École royale d’artillerie à Auxonne, depuis le mois de décembre 1787.
Bonaparte prit gîte aux casernes, dans le Pavillon de la Ville, à la chambre N°16, escalier I, 3e étage, côté sud. Lors des quatre mois que dura son séjour de l’année 1791, il occupa avec son jeune frère Louis, la chambre n°10, escalier 3, 2e étage côté nord, du même pavillon des casernes. Ses repas furent assurés, comme pour ses camarades officiers, chez la veuve du traiteur Dumont rue de Saône (Aujourd’hui rue Vauban au N°5).
L’école dispense des cours de mathématiques, mécanique, physique et de dessin qui se tiennent au Pavillon de la Porte Royale. 
Napoléon avait un goût marqué pour les mathématiques. Elles étaient enseignées par le professeur Jean-Louis Lombard qui se faisait assister de son fils Jean-Marie. Il fut un auditeur assidu de ce professeur. L’ouvrage de Benjamin Robins Nouveaux principes d’artillerie (News principles of gunnery) que Lombard avait traduit de l’allemand faisait partie des lectures du jeune artilleur et ses Notes dans « Principes d’Artillerie » conservent les références qu’il faisait de cet ouvrage.
Dans la querelle entre les partisans de l’ancien système de Vallière et les promoteurs du nouveau système Gribeauval il adhère nettement au nouveau système : « qui ne laisse rien à désirer du côté de la perfection ».
La confiance que le général Du Teil lui accorda le fit désigner, seul représentant des lieutenants en second, comme membre d’une commission comprenant également le professeur Lombard, qui reçut pour mission d’étudier si les bombes pouvaient être tirées avec des pièces de siège. Les expérimentations eurent lieu les 12, 13, 18 et 19 août 1788 au polygone de Tillenay. 
Ses camarades lui confièrent la rédaction d'un projet de constitution du règlement de La Calotte. Cette société formée des lieutenants et lieutenants en second, dont l’autorité était reconnue et acceptée et qui devait faire respecter, au sein de ses membres, la bienséance, le savoir-vivre, la courtoisie et la galanterie. 
Ses devoirs de militaire le conduisirent à Seurre pour y réprimer des troubles qui y eurent lieu au début du mois d’avril 1789. Le capitaine Coquebert, le commandant d’une des trois compagnies qui furent désignées pour s’y rendre étant absent pour cause de détachement, et le lieutenant en premier éloigné par son congé de semestre, le commandement du détachement de cent hommes revint au lieutenant en second Bonaparte. Sa présence à Seurre dura deux mois. Le 29 mai 1789 il regagne Auxonne 
Une émeute éclata à Dijon le 15 juillet 1789. Les nouvelles reçues de Paris étaient alarmantes. « Je reçois dans le moment des nouvelles de Paris. Deux de mes camarades sortent de ma chambre, après m’avoir lu celles qu’ils avaient reçues. Elles sont étonnantes et faites pour singulièrement alarmer », écrivait-il d’Auxonne dans la lettre du 15 juillet 1789 à l’archidiacre Lucien. L’insurrection populaire s’alluma à Auxonne le 19 juillet 1789. La population en colère commença par détruire le corps de garde des portes de la ville puis pilla la maison du receveur. L’intervention d’un détachement de régiment de La Fère avec 450 hommes sous les armes, fut placée sous les ordres de Bonaparte par le « général de soixante-quinze ans, fatigué ». Après avoir harangué les mutins pendant trois quarts d’heure, il fit 33 arrestations suivies de mises au cachot.

## Mondanités auxonnaises
Des Mazis, Le Lieur de Ville-sur-Arce, Rolland de Villarceaux, et Jullien de Bidon comptaient parmi ses intimes. Il y avait aussi Vimal de La Grange. Au nombre des capitaines figurait Gassendi et Naudin, commissaire des guerres et du corps royal. 
Bonaparte fréquenta la société auxonnaise, il accompagnait le soir M. et Mme Lombard chez M. Pillon d’Arquebouville, le directeur de l’Arsenal. Les liens d’amitié qu’il a tissés lui permirent d’être reçu aussi dans les salons de Madame de Berbis et chez le baron Du Teil.

## La formation intellectuelle de Bonaparte

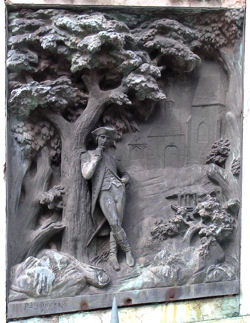
Statue du lieutenant Bonaparte à Auxonne - Bas-relief - Bonaparte à la Chapelle de la Levée

Sa frénésie de lecture répondait à son besoin de savoir. Il couchait sur le papier dans ses notes le résultat de ses jugements et réflexions.

### Lectures et écrits auxonnais, Bonaparte auteur

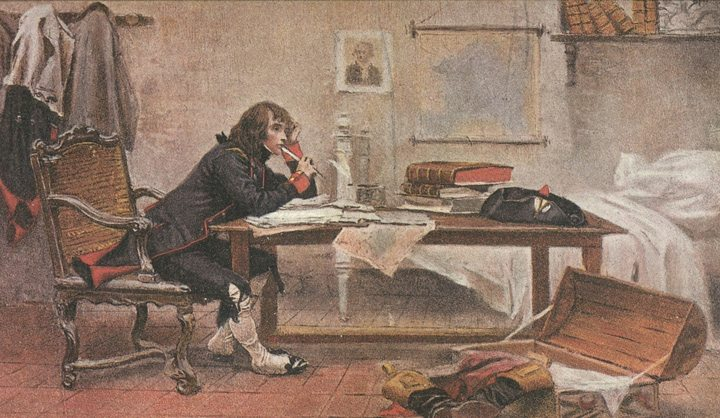
Napoléon lit et écrit beaucoup sur de nombreux sujets à Auxonne: histoire de France, des Arabes ; sciences naturelles ; les mœurs de l’Orient ; théâtre ; droit romain, démocratie grecque, philosophie etc. Peinture de François Flameng en 1896.

Ses manuscrits autographes, — période 1786-1791 —, conservés à la Bibliothèque Laurentienne de Florence édités en 1907 d’après les originaux par Frédéric Masson et Guido Biagi, éclairent sur ses centres d’intérêts.
Il y a les ouvrages qui relèvent de son art militaire. Tels : 
- « Premier cahier sur l’artillerie », tiré du mémoire du marquis de Vallière, (Auxonne, janvier 1789).
- « Principes d’Artillerie », F. Masson indique qu'il y a tout lieu de penser que ces notes ont été tirées des Nouveaux principes d'artillerie de Benjamin Robins, commentés par M. Léonard Euler, traduits de l'allemand avec des notes par M. Lombard, professeur royal aux Écoles d'Artillerie à Auxonne. Dijon, 1781.
- « Traits concernant l’Histoire de l’artillerie », (Auxonne, février 1789), tiré de M. de Saint Rémy.
- « Mémoire sur la manière de disposer les canons pour le jet de bombes », (Auxonne, 30 mars 1789).

Mais ses lectures et ses écrits de la période auxonnaise embrassent des domaines variés : de l’histoire, en commençant à l’époque antique jusqu’aux temps modernes, en passant par la géographie, par l’histoire naturelle de Buffon, la philosophie avec Tacite, Montaigne, Platon, Montesquieu, Tite-Live, la religion, les mœurs de l’Orient, et puis les chefs-d'œuvre dramatiques de Corneille, Racine et Voltaire.
Dans ses écrits d'Auxonne s'affirment les idéaux du jeune Bonaparte. La liste suivante des lectures et écrits auxonnais donne un aperçu de la diversité de ses lectures :
- « Notes diverses » sur La République de Platon;
- « Notes sur le gouvernement des anciens Perses[9] » Tirées de Histoire ancienne de Charles Rollin ;
- « Notions sur le gouvernement d’Athènes[9] » Tirées de Histoire ancienne de Charles Rollin » ;
- « Notes diverses » Tirées de Histoire philosophique et politique des établissements et du commerce des européens dans les deux Indes de  l’Abbé Raynal ;
- « Notes sur l’Histoire d’Angleterre », Histoire nouvelle et impartiale d'Angleterre depuis l'invasion de Jules César jusqu'aux préliminaires de la paix de 1763 de John Barrow (Traduction française) ;
- « Note tirée de l’Histoire du roi Frédéric II », Frédéric Masson indique qu'il n'a pas retrouvé de quel ouvrage Bonaparte avait pris ces notes, (décembre 1788) ;
- « Notes diverses », Tirées des Mémoires de l’abbé Terray. Ce pamphlet est généralement attribué à Jean-Baptiste Coquereau, (Auxonne, 1788) ;
- « Notes » Tirées de l’Espion anglais ou Correspondance secrète entre milord All'Eye et milord All'Ear, de Mathieu-François Pidansat de Mairobert, John Adamson, 1784. ;
- « Études de la nature » de Jacques Bernardin de Saint-Pierre, (Auxonne, mars 1789) ;
- « Histoire naturelle », de Buffon, (Auxonne, mars 1789) ;
- « Histoire des Arabes sous le gouvernement des califes » de l’abbé Augier de Marigny ;
- « Notes diverses », Histoire du Gouvernement de Venise avec des notes historiques et politiques, de Nicolas Amelot de La Houssaye ;
- « Notes diverses » Tirées des Observations sur l’histoire de France par l’abbé Mably ;
- « Géographie moderne  » de l'abbé Nicolle De La Croix ;
- « Dissertation sur l’Autorité Royale », (Auxonne, 23 octobre 1788) dans laquelle on relève la phrase : « Il n'y a que fort peu de rois qui n'eussent pas mérités d'être détrônés ».
- « Notes diverses », Tirées des gazettes ou autres papiers publics, (Auxonne, 8 juin 1789) ;
- « Notes sur l’Histoire de la Sorbonne », par l'abbé Duvernet, 14 avril 1791 ;
- « Voyage de M. William Coxe en Suisse », Tome Ier et second, (Auxonne, 20 et 24 avril 1791) ;
- « Mémoires secrets sur le règne de Louis XIV et Louis XV » par Charles Pinot Duclos, Historiographe de France, (Auxonne, 11 mai 1791) ;
- « Histoire critique de la noblesse » Histoire critique de la noblesse depuis le commencement de la monarchie jusqu'à nos jours où l'on expose ses préjugés, ses crimes, où l'on prouve qu'elle a été le fléau de la liberté, de la raison, des connaissances humaines et constamment, l'ennemie du peuple et des Rois, par Jacques-Antoine Dulaure, Paris, 1790, (Auxonne, 19 mai 1791) ;
- « Notes diverses », Tirées de Esprit de Gerson d'Eustache Le Noble, (Auxonne, le 12 mai 1791) ;
- « Notes diverses » Essai sur l’histoire générale et sur les mœurs et l’esprit des nations depuis Charlemagne jusqu’à nos jours, par M. Voltaire, (Auxonne, 22 mai 1791) ;
- « Notes diverses », Diversité des sujets, F. Masson dit qu'il s'agit du Cahier d'expressions de Bonaparte, (Auxonne, 10 avril 1791).

Il développa sous forme de nouvelles des anecdotes qui l’avait frappé : un de ses petits récits :  Le comte d’Essex, est écrit d’après ce qu’il avait lu dans Barrow et le  Masque Prophète, d’après sa lecture de l’Histoire des Arabes sous le gouvernement des califes de l’abbé Augier de Marigny, (1750).
De toutes ces lectures, de tous ces auteurs se distinguent surtout Rousseau et l’abbé Raynal. Il en fait ses auteurs de prédilection

## Fin de séjour à Auxonne
Napoléon Bonaparte fit ses adieux à la ville d’Auxonne le 14 juin 1791. Le 8 mai 1800 alors Premier Consul, en route pour l’Italie, il y fit une courte halte de deux heures. Il descendit dans la grande salle de la Direction de l’Artillerie où les habitants d’Auxonne vinrent le saluer.
Parmi les objets ayant appartenu à Napoléon Bonaparte lors de son séjour à Auxonne, se trouvent au musée Bonaparte (Musée situé actuellement dans la tour Notre Dame du Château forteresse Louis XI) : Une équerre en bois avec des inscriptions de sa main, un fleuret, un casse-noisette donné par Bonaparte à Mlle Lepinglard, une pelote à épingles offerte par Bonaparte à Mme Pillon d'Arquebouville, un portefeuille en soie offert par Bonaparte à Mme Renaud, un fer de pique enlevé par Bonaparte à un émeutier en 1789. La chambre occupée par Bonaparte lors de son deuxième séjour aux Casernes a été conservée. Elle fait partie du domaine militaire mais reste visitable.
Son séjour est commémoré par une statue le représentant jeune dans l'uniforme de lieutenant d'artillerie qu'il portait alors. La statue du lieutenant Bonaparte trône au milieu de la place d'Armes, à Auxonne, depuis le 20 décembre 1857.